# Coppa del Mondo di slittino 2011
La Coppa del Mondo di slittino 2010/11, trentaquattresima edizione della manifestazione organizzata dalla Federazione Internazionale Slittino, ebbe inizio il 27 novembre 2010 ad Igls, in Austria, e si concluse il 20 febbraio 2011 a Sigulda, in Lettonia. Furono disputate trentatré gare, nove nel singolo uomini, nel singolo donne e nel doppio e sei nella gara a squadre in nove differenti località. Nel corso della stagione si tennero anche i Campionati mondiali di slittino 2011 a Cesana Torinese, in Italia, competizione non valida ai fini della Coppa del Mondo.
Le coppe di cristallo, trofeo conferito ai vincitori del circuito, furono assegnate all'italiano Armin Zöggeler per quanto concerne la classifica del singolo uomini, la tedesca Tatjana Hüfner conquistò il trofeo del singolo donne, la coppia teutonica formata da Tobias Wendl e Tobias Arlt si aggiudicò la vittoria del doppio e la Germania primeggiò nella classifica della gara a squadre.

## Risultati
| Data             | Località   | Nazione     | Specialità       | Primi classificati                                                           | Secondi classificati                                                         | Terzi classificati                                                        |
| ---------------- | ---------- | ----------- | ---------------- | ---------------------------------------------------------------------------- | ---------------------------------------------------------------------------- | ------------------------------------------------------------------------- |
| 27 novembre 2010 | Igls       | Austria     | Donne – Singolo  | Tatjana Hüfner Germania                                                      | Natalie Geisenberger Germania                                                | Erin Hamlin Stati Uniti                                                   |
| 28 novembre 2010 | Igls       | Austria     | Uomini – Singolo | Felix Loch Germania                                                          | David Möller Germania                                                        | Armin Zöggeler Italia                                                     |
| 27 novembre 2010 | Igls       | Austria     | Uomini – Doppio  | Andreas Linger Wolfgang Linger Austria                                       | Christian Oberstolz Patrick Gruber Italia                                    | Peter Penz Georg Fischler Austria                                         |
| 28 novembre 2010 | Igls       | Austria     | Gara a squadre   | Germania Tatjana Hüfner Andi Langenhan Tobias Wendl Tobias Arlt              | Canada Alex Gough Samuel Edney Tristan Walker Justin Snith                   | Italia Sandra Gasparini Armin Zöggeler Christian Oberstolz Patrick Gruber |
| 5 dicembre 2010  | Winterberg | Germania    | Donne – Singolo  | Tatjana Hüfner Germania                                                      | Natalie Geisenberger Germania                                                | Alex Gough Canada                                                         |
| 4 dicembre 2010  | Winterberg | Germania    | Uomini – Singolo | Armin Zöggeler Italia                                                        | David Möller Germania                                                        | Julian von Schleinitz Germania                                            |
| 4 dicembre 2010  | Winterberg | Germania    | Uomini – Doppio  | Tobias Wendl Tobias Arlt Germania                                            | Christian Oberstolz Patrick Gruber Italia                                    | Christian Niccum Jayson Terdiman Stati Uniti                              |
| 5 dicembre 2010  | Winterberg | Germania    | Gara a squadre   | Germania Tatjana Hüfner David Möller Tobias Wendl Tobias Arlt                | Italia Sandra Gasparini David Mair Christian Oberstolz Patrick Gruber        | Austria Nina Reithmayer Manuel Pfister Andreas Linger Wolfgang Linger     |
| 10 dicembre 2010 | Calgary    | Canada      | Donne – Singolo  | Tatjana Hüfner Germania                                                      | Anke Wischnewski Germania                                                    | Erin Hamlin Stati Uniti                                                   |
| 11 dicembre 2010 | Calgary    | Canada      | Uomini – Singolo | Armin Zöggeler Italia                                                        | Viktor Knejb Russia                                                          | Felix Loch Germania                                                       |
| 11 dicembre 2010 | Calgary    | Canada      | Uomini – Doppio  | Tobias Wendl Tobias Arlt Germania                                            | Christian Oberstolz Patrick Gruber Italia                                    | Hans Peter Fischnaller Patrick Schwienbacher Italia                       |
| 17 dicembre 2010 | Park City  | Stati Uniti | Donne – Singolo  | Tatjana Hüfner Germania                                                      | Anke Wischnewski Germania                                                    | Alex Gough Canada                                                         |
| 18 dicembre 2010 | Park City  | Stati Uniti | Uomini – Singolo | Armin Zöggeler Italia                                                        | Andi Langenhan Germania                                                      | Viktor Knejb Russia                                                       |
| 18 dicembre 2010 | Park City  | Stati Uniti | Uomini – Doppio  | Peter Penz Georg Fischler Austria e Andreas Linger Wolfgang Linger Austria   |                                                                              | Tobias Wendl Tobias Arlt Germania                                         |
| 5 gennaio 2011   | Königssee  | Germania    | Donne – Singolo  | Natalie Geisenberger Germania                                                | Tatjana Hüfner Germania                                                      | Alex Gough Canada                                                         |
| 6 gennaio 2011   | Königssee  | Germania    | Uomini – Singolo | Armin Zöggeler Italia                                                        | Albert Demčenko Russia                                                       | Reinhold Rainer Italia                                                    |
| 5 gennaio 2011   | Königssee  | Germania    | Uomini – Doppio  | Tobias Wendl Tobias Arlt Germania                                            | Christian Oberstolz Patrick Gruber Italia                                    | Andreas Linger Wolfgang Linger Austria                                    |
| 6 gennaio 2011   | Königssee  | Germania    | Gara a squadre   | Germania Natalie Geisenberger Jan Eichhorn Tobias Wendl Tobias Arlt          | Austria Nina Reithmayer Daniel Pfister Andreas Linger Wolfgang Linger        | Italia Sandra Gasparini Armin Zöggeler Christian Oberstolz Patrick Gruber |
| 16 gennaio 2011  | Oberhof    | Germania    | Donne – Singolo  | Tatjana Hüfner Germania                                                      | Natalie Geisenberger Germania                                                | Anke Wischnewski Germania                                                 |
| 15 gennaio 2011  | Oberhof    | Germania    | Uomini – Singolo | Felix Loch Germania                                                          | Andi Langenhan Germania                                                      | David Möller Germania                                                     |
| 15 gennaio 2011  | Oberhof    | Germania    | Uomini – Doppio  | Tobias Wendl Tobias Arlt Germania                                            | Christian Oberstolz Patrick Gruber Italia                                    | Toni Eggert Sascha Benecken Germania                                      |
| 16 gennaio 2011  | Oberhof    | Germania    | Gara a squadre   | Germania Tatjana Hüfner Felix Loch Tobias Wendl Tobias Arlt                  | Russia Tat'jana Ivanova Viktor Knejb Vladislav Južakov Vladimir Machnutin    | Italia Sandra Gasparini David Mair Christian Oberstolz Patrick Gruber     |
| 22 gennaio 2011  | Altenberg  | Germania    | Donne – Singolo  | Tatjana Hüfner Germania                                                      | Natalie Geisenberger Germania                                                | Anke Wischnewski Germania                                                 |
| 23 gennaio 2011  | Altenberg  | Germania    | Uomini – Singolo | Felix Loch Germania                                                          | Armin Zöggeler Italia                                                        | Albert Demčenko Russia                                                    |
| 22 gennaio 2011  | Altenberg  | Germania    | Uomini – Doppio  | Andreas Linger Wolfgang Linger Austria                                       | Tobias Wendl Tobias Arlt Germania                                            | Toni Eggert Sascha Benecken Germania                                      |
| 23 gennaio 2011  | Altenberg  | Germania    | Gara a squadre   | Germania Tatjana Hüfner Felix Loch Tobias Wendl Tobias Arlt                  | Russia Tat'jana Ivanova Albert Demčenko Vladislav Južakov Vladimir Machnutin | Austria Nina Reithmayer Daniel Pfister Peter Penz Georg Fischler          |
| 12 febbraio 2011 | Paramonovo | Russia      | Donne – Singolo  | Alex Gough Canada                                                            | Carina Schwab Germania                                                       | Natalie Geisenberger Germania                                             |
| 13 febbraio 2011 | Paramonovo | Russia      | Uomini – Singolo | Albert Demčenko Russia                                                       | Felix Loch Germania                                                          | Andi Langenhan Germania                                                   |
| 12 febbraio 2011 | Paramonovo | Russia      | Uomini – Doppio  | Andreas Linger Wolfgang Linger Austria                                       | Tobias Wendl Tobias Arlt Germania                                            | Andris Šics Juris Šics Lettonia                                           |
| 20 febbraio 2011 | Sigulda    | Lettonia    | Donne – Singolo  | Tatjana Hüfner Germania                                                      | Tat'jana Ivanova Russia                                                      | Anke Wischnewski Germania                                                 |
| 19 febbraio 2011 | Sigulda    | Lettonia    | Uomini – Singolo | Armin Zöggeler Italia                                                        | Albert Demčenko Russia                                                       | Mārtiņš Rubenis Lettonia                                                  |
| 19 febbraio 2011 | Sigulda    | Lettonia    | Uomini – Doppio  | Andreas Linger Wolfgang Linger Austria                                       | Christian Oberstolz Patrick Gruber Italia                                    | Toni Eggert Sascha Benecken Germania                                      |
| 20 febbraio 2011 | Sigulda    | Lettonia    | Gara a squadre   | Russia Tat'jana Ivanova Albert Demčenko Vladislav Južakov Vladimir Machnutin | Italia Sandra Gasparini Armin Zöggeler Christian Oberstolz Patrick Gruber    | Germania Tatjana Hüfner Jan Eichhorn Toni Eggert Sascha Benecken          |

## Classifiche

### Singolo uomini
| Pos. | Nome            | Nazione  | IGL | WIN | CAL | PAC | KÖN | OBE | ALT | PAV | SIG | Totale |
| ---- | --------------- | -------- | --- | --- | --- | --- | --- | --- | --- | --- | --- | ------ |
| 1    | Armin Zöggeler  | Italia   | 3   | 1   | 1   | 1   | 1   | 5   | 2   | 5   | 1   | 765    |
| 2    | Felix Loch      | Germania | 1   | 4   | 3   | 4   | 5   | 1   | 1   | 2   | 14  | 658    |
| 3    | Albert Demčenko | Russia   | 16  | 7   | 10  | 20  | 2   | 7   | 3   | 1   | 2   | 514    |
| 4    | David Möller    | Germania | 2   | 2   | 4   | 11  | 4   | 3   | 7   | 15  | 11  | 500    |
| 5    | Andi Langenhan  | Germania | 5   | 11  | 8   | 2   | 8   | 2   | 9   | 3   | 10  | 488    |
| 6    | Viktor Knejb    | Russia   | 9   | 8   | 2   | 3   | 6   | 6   | 16  | 4   | 4   | 481    |
| 7    | Jan Eichhorn    | Germania | 7   | 13  | 6   | 7   | 7   | 4   | 4   | 7   | 7   | 430    |
| 8    | Daniel Pfister  | Austria  | 10  | 14  | 14  | 6   | DNF | 8   | 8   | 6   | 6   | 326    |
| 9    | David Mair      | Italia   | 28  | 12  | 13  | 10  | 9   | 15  | 5   | 12  | 8   | 305    |
| 10   | Reinhold Rainer | Italia   | 13  | 20  | 12  | 8   | 3   | 14  | 10  | DNS | 9   | 298    |

### Singolo donne
| Pos. | Nome                 | Nazione     | IGL | WIN | CAL | PAC | KÖN | OBE | ALT | PAV | SIG | Totale |
| ---- | -------------------- | ----------- | --- | --- | --- | --- | --- | --- | --- | --- | --- | ------ |
| 1    | Tatjana Hüfner       | Germania    | 1   | 1   | 1   | 1   | 2   | 1   | 1   | 4   | 1   | 845    |
| 2    | Natalie Geisenberger | Germania    | 2   | 2   | 4   | 4   | 1   | 2   | 2   | 3   | 6   | 680    |
| 3    | Anke Wischnewski     | Germania    | 4   | 4   | 2   | 2   | 5   | 3   | 3   | 6   | 3   | 605    |
| 4    | Alex Gough           | Canada      | 21  | 3   | 7   | 3   | 3   | 13  | 4   | 1   | 4   | 526    |
| 5    | Carina Schwab        | Germania    | 7   | 5   | 9   | 7   | 4   | 4   | 8   | 2   | 13  | 463    |
| 6    | Tat'jana Ivanova     | Russia      | 10  | 7   | 8   | 11  | 7   | 5   | 7   | 5   | 2   | 445    |
| 7    | Nina Reithmayer      | Austria     | 23  | 9   | 11  | 6   | 6   | 14  | 5   | 7   | 5   | 375    |
| 8    | Erin Hamlin          | Stati Uniti | 3   | 6   | 3   | 10  | 21  | 15  | 19  | 13  | 15  | 350    |
| 9    | Martina Kocher       | Svizzera    | 14  | 8   | 10  | 12  | 10  | 6   | 10  | 11  | 11  | 328    |
| 10   | Aleksandra Rodionova | Russia      | 12  | 13  | 5   | 20  | 11  | 11  | 17  | 8   | 10  | 308    |

### Doppio
| Pos. | Nome                                         | Nazione     | IGL | WIN | CAL | PAC | KÖN | OBE | ALT | PAV | SIG | Totale |
| ---- | -------------------------------------------- | ----------- | --- | --- | --- | --- | --- | --- | --- | --- | --- | ------ |
| 1    | Tobias Wendl Tobias Arlt                     | Germania    | 4   | 1   | 1   | 3   | 1   | 1   | 2   | 2   | 7   | 746    |
| 2    | Andreas Linger Wolfgang Linger               | Austria     | 1   | 20  | 5   | 1   | 3   | 7   | 1   | 1   | 1   | 692    |
| 3    | Christian Oberstolz Patrick Gruber           | Italia      | 2   | 2   | 2   | 4   | 2   | 2   | 5   | 7   | 2   | 671    |
| 4    | Toni Eggert Sascha Benecken                  | Germania    | 6   | 4   | 6   | 10  | 6   | 3   | 3   | 4   | 3   | 516    |
| 5    | Peter Penz Georg Fischler                    | Austria     | 3   | 6   | 4   | 1   | 5   | 8   | 6   | 8   | DNS | 469    |
| 6    | Hans Peter Fischnaller Patrick Schwienbacher | Italia      | 7   | 7   | 3   | 8   | 4   | 9   | 9   | 5   | 11  | 431    |
| 7    | Juris Šics Andris Šics                       | Lettonia    | 7   | 9   | 7   | 7   | 10  | 19  | 7   | 3   | 5   | 406    |
| 8    | Vladislav Južakov Vladimir Machnutin         | Russia      | 13  | 12  | 16  | 11  | 11  | 5   | 4   | 6   | 4   | 380    |
| 9    | Michail Kuzmič Stanislav Micheev             | Russia      | 12  | 5   | 9   | 12  | 12  | 10  | 13  | 10  | 8   | 334    |
| 10   | Christian Niccum Jayson Terdiman             | Stati Uniti | 5   | 3   | 8   | 6   | 8   | 15  | 8   | –   | –   | 327    |

### Gara a squadre
| Pos. | Nome        | IGL | WIN | KÖN | OBE | ALT | SIG | Totale |
| ---- | ----------- | --- | --- | --- | --- | --- | --- | ------ |
| 1    | Germania    | 1   | 1   | 1   | 1   | 1   | 3   | 570    |
| 2    | Italia      | 3   | 2   | 3   | 3   | 4   | 2   | 440    |
| 3    | Russia      | 4   | 7   | 6   | 2   | 2   | 1   | 426    |
| 4    | Austria     | 7   | 3   | 2   | 5   | 3   | 3   | 396    |
| 5    | Stati Uniti | 6   | 4   | 4   | 4   | 6   | 4   | 340    |
| 6    | Canada      | 2   | 6   | 5   | 7   | DSQ | 8   | 278    |
| 7    | Slovacchia  | 9   | 8   | 7   | 8   | 7   | 5   | 270    |
| 8    | Polonia     | 11  | 11  | 8   | 11  | 9   | 7   | 229    |
| 9    | Lettonia    | 5   | 5   | DNF | 6   | 5   | DSQ | 215    |
| 10   | Romania     | 10  | 9   | 9   | 10  | 8   | DSQ | 192    |